# اندیس گل اخرای صدرآباد
گل اخرای صدرآباد* یک اندیس غیرفلزی است که در حوالی شهر خضر آباد استان یزد قرار دارد و مادهٔ معدنی موجود در آن، گل اخرا است.  